# 三宅智
三宅 智（みやけ さとる）は、日本の厚生労働技官、医学博士、医師。厚生労働省食品安全部長や、厚生労働省関東信越厚生局長を経て、国立駿河療養所所長。

## 人物・経歴
筑波大学医学専門学群卒業後、厚生省入省。筑波大学研究生となり、1998年筑波大学博士（医学）の学位を取得。厚生労働省健康局結核感染症課長等を経て、2010年厚生労働省医薬・生活衛生局血液対策課長。成田空港検疫所長を経て、2014年から厚生労働省医薬食品局食品安全部長を務め、食品安全委員会での基準検討などにあたった。2015年厚生労働省東海北陸厚生局長。2016年厚生労働省関東信越厚生局長。2017年国立療養所多磨全生園副園長。2018年国立駿河療養所所長。
2023年6月9日、死去。
瑞宝中綬章、従四位。